# Trialeurolonga
Trialeurolonga is een geslacht van halfvleugeligen (Hemiptera) uit de familie witte vliegen (Aleyrodidae), onderfamilie Aleyrodinae.
De wetenschappelijke naam van dit geslacht is voor het eerst geldig gepubliceerd door Martin in 2005. De typesoort is Trialeurolonga trifida.

## Soort
Trialeurolonga omvat de volgende soort:
- Trialeurolonga trifida Martin, 2005